# 방성준
방성준(1973년 1월 21일~)은 한국의 남자 성우다. 2000년 4월~2002년까지 온미디어 4기 공채 성우로 입사하여 활동하다가 2002년 MBC 16기 공채 성우로 재입사했다. 동기들 중에서는 최연장자. 2005년 2월부터 프리랜서로 일하며, 아내는 성우 김은아이다.

## 출연 작품

### 애니메이션
- BLOOD+ (애니맥스) - 암셸
- DARKER THAN BLACK -흑의 계약자- (애니맥스) - 이작, 키쿠치
- DARKER THAN BLACK -흑의 계약자- OVA (애니맥스) - 칭
- DARKER THAN BLACK -유성의 제미니- (애니맥스) - 존 스미스, 노리오
- F-ZERO팔콘전설 (챔프) - 사무라이 고로
- GLASSY OCEAN (투니버스) - 꿈을 꾼 남자
- NHK에 어서오세요 (애니맥스) - 무라노 류, 켄이치, 코바야시 유이치, 쿠로가와, 게임 강사, 아나운서, 남기자, 남자1, 신, 남학생, 냉장고, 병사, 야마자키 카오루의 아버지, 택배원, 코미디언, 나카하라 미사키의 이모부, 택시 운전사
- SUPER ROBOT MONKEY (챔프) - 깁슨
- 검볼 (카툰네트워크) - 리처드 워터슨
- 갓슈벨 (애니원) - 가루자
- 굳세어라 금동아! (재능TV) - 보스
- 그 남자! 그 여자! (투니버스) - 차세호
- 꼬마마법사 레미 # (MBC) - 수빈, 할아버지, 청년\
- 꼬마버스 타요 시즌6 - 로더
- 꼬마유령 캐스퍼 : 메리 고스트마스 (카툰네트워크) - 스팅키
- 꼬마유령 캐스퍼 : 새로운 모험 (카툰네트워크) - 스팅키
- 꼬마유령 캐스퍼 : 학교에 무슨 일이 (카툰네트워크) - 스팅키 / 머리
- 꽃보다 남자 (투니버스) - 초원 동생
- 괴도 조커 (카툰네트워크) - 스파이더 A
- 나의 파트라슈 (투니버스)
- 나의 지구를 지켜줘 (투니버스) - 재우 / 히라기
- 날아라 호빵맨 (애니맥스) - 스님
- 닌자거북이 2012 (니켈로디언) - 케이시 존스
- 닌자의 왕 (애니맥스) - 핫토리 토주로
- 데스노트 (애니원) - 남학생2, 남학생5
- 덱스터의 실험실 극장판 : 시간여행 (카툰네트워크) - 맨닥
- 도깨비언덕에 왜 왔니? (투니버스) - 서생원
- 도라에몽 (MBC)
- 돌아온 우주보안관 장고 (애니박스) - 서티
- 동경대부 (애니맥스) - 의사
- 동글동글 문어빵맨 (재능TV) - 바오바오대왕
- 드래곤 길들이기 : 버크의 라이더 (카툰네트워크) - 피쉬레그
- 디그레이맨 (애니맥스)
- 딸기 100% (애니맥스) - 체육선생님
- 랠프의 스파이 대작전 (챔프) - 드셀, 퓨리
- 레고 시티 어드벤처 - 그리즐드
- 레인 (투니버스)
- 로도스도 전기 (투니버스) - 오손
- 로봇전사 감마 (투니버스) - 원병태
- 로미오X줄리엣 (애니맥스) - 큐리오
- 머더 프린세스 (애니맥스) - 피트 암스트롱
- 메이저 3기 (투니버스) - 유병탁
- 메르헤븐 (투니버스) - 미스터 후크
- 멜티랜서 (투니버스) - 리켈
- 명탐정 코난 (투니버스, 애니맥스) - 마영훈(투니버스), 경찰(애니맥스), 양우성(4기 26화), 이원태(11기 36화), 황인호(X파일 3기 8~9화)
- 몬스터 (투니버스) - 의사2
- 몬스터 왕자 몽짱 (카툰네트워크)
- 못말리는 타잔 (투니버스) - 패드로
- 못말리는 푸치니 (MBC)
- 무적뱅커 크로켓 (챔프) - 카시
- 바이스 크로이츠 (투니버스) - 나기
- 반드레드 (챔프)
- 배트맨 (카툰네트워크) - 로하스 반장
- 엔진박사 엔지벤지(EBS) - 우람이
- 배틀짱 (투니버스) - 칼파쵸
- 벤10: 에일리언 스웜(카툰네트워크) - 벨리더스
- 별나라친구 올리 (투니버스) - 할아버지, 기즈모, 벡스터
- 빛의 전사 프리큐어 (SBS) - 드라고, 백시연 아빠
- 사무라이 참프루 (투니버스) - 대관 아들
- 사이버시티 오에도 808 (투니버스)
- 사이버 포뮬러 더블원 (애니박스) - 구루마다
  - 사이버 포뮬러 Zero (애니박스) - 구루마다
- 사이버 포뮬러 SAGA (애니박스) - 아나운서
- 사일런트 뫼비우스 (애니맥스) - 로버트 데 바이스
- 상상 속 친구들의 모험 : 월트를 찾아서 (카툰네트워크) - 에덤
- 섀도우파이터 (MBC) - 백의노
- 선계전 봉신연의 (투니버스) - 희발
- 소년탐정 김전일 Original (애니박스) - 와카오지 미키히코
- 스타워즈 - 요다의 비밀이야기 (투니버스) - 자바 더 헛 / 아크바
- 스피릿 오브 원더 - 소년과학클럽 (투니버스) - 잭
- 시크릿 새터데이 (카툰네트워크) - 밴록, 오델 박사
- 아가사 크리스티의 명탐정 포와로와 마플 (투니버스) - 페더릭
- 아드레날린 브라더스 (카툰네트워크)
- 오! 나의 여신님 (애니맥스)
- 요괴인간 타요마 3기:공존의 시작 (투니버스) - 간사하쥐
- 요괴인간 타요마 5기 (투니버스) - 간사하쥐
- 우주에서 온 모자코 (애니맥스) - 왕걸
- 원피스 (대원방송) - 킨에몬
- 원피스 (투니버스) - 쿠로오비
- 웰컴 투 동물농장 (챔프) - 로드
- 유희왕 5D's (챔프)  - 브레오, 카자마, 하야시다, 사이가
- 육가네 6쌍둥이 (카툰네트워크) - 다용 / 베시
- 으랏차차 짠돌이네 (재능TV) - 옆집 할아버지
- 위 베어 베어스 - 찰리, 수많은 단역
- 은장기공 오디안 (투니버스) - 세화
- 이웃집 아이들의 무시무시한 모험 (카툰네트워크) - 74호, 239호, 에디
- 이트맨 (투니버스) - 그리펠트
- 이트맨 98 (투니버스) - 엑스
- 잠수함 707 OVA (애니박스) - 패트릭
- 제로의 사역마 (애니맥스) - 웨일즈
- 제로의 사역마~쌍월의 기사~ (애니맥스) - 웨일즈
- 조이드 신세기제로 (챔프) - 샌더스
- 쥬로링 동물탐정 (KBS)
- 지파이터스 (투니버스) - 타이센 / 제프
- 진월담 월희 (애니맥스) - 이누이 아리히코
- 짜장소녀 뿌까 (챔프) - 우어
- 짜장소녀 뿌까 (MBC) - 우워
- 챔피언 죠 (애니박스) - 아나운서
- 천계왕자 칭칭 (재능TV) - 샤먼 칸
- 천원돌파 그렌라간 (애니맥스) - 키탄
- 천재소년 지미 뉴트론 (MBC) - 교장
- 철완탐정 로보타크 (재능TV) - 남달호, 검사 코끼리
- 체포하겠어 (투니버스)- 멘티스
- 출동! 메가트레인 (투니버스) - 묵찌빠가면
- 칙칙폭폭 처깅턴 - 기장
- 코드 로쿄 (애니맥스) - 교장
- 코라의 전설 (니켈로디언)
- 코바토 (애니맥스)
- 쿵푸팬더 전설의 마스터 (니켈로디언)
- 크게 휘두르며 (애니맥스) - 카즈키, 쇼지
- 키마의 전설 (카툰네트워크) - 고르잔 / 스키닛
- 택틱스 (애니맥스) - 스기하라
- 토리코 (카툰네트워크) - 바리가몬 / 죠죠 / 우멘
- 트랜스포머 레스큐봇 (챔프) - 케이드 번즈
- 트리팡 파이터 (MBC) - 호모빌
- 트리푸톰 (EBS) - 스퀌
- 파워스톤 (애니맥스) - 해설
- 포켓몬스터 XY (투니버스) - 맨틀
- 포켓몬스터 W (투니버스) - 봉준의 삼촌
- 합체용사 플러스터 (재능TV) - 바리
- 헌터X헌터 OVA (애니박스) - 바라
- 흑신 (애니박스) - 슈타이너
- 후로티 로봇 (재능TV) - 사과돌이 / 해적왕
- 흑마녀 나가신다 (투니버스)
- 치치랜드 (투니버스) - 밴 아저씨
- 허풍선이 과학쇼 시즌2 (EBS1) - 에디슨
- 피피루 안전특공대 (EBS1) - 빨간 코
- 마이 리틀 포니: 우정은 마법 (투니버스) - 호이티 토이티(시즌1)/ 피도 / 선버스트
- 토킹톰 앤 프랜즈 - 토킹 톰

#### 극장판 애니
- 꼬마마녀 요요와 네네 - 닐스
- 닐스의 모험 - 라쎄, 담비
- 마다가스카의 펭귄 - 곰대위
- 마야 - 크롤리, 행크
- 명탐정 코난: 칠흑의 추적자 - 송형준
- 으라차차 짠돌이네 - 옆집 할아버지
- 트랜스포머 레스큐봇 - 케이드 번즈
- 극장판 요괴워치: 섀도우 사이드 도깨비 왕의 부활 - 간사하쥐
- 극장판 헬로 카봇: 백악기 시대 - 티라클레스
- 굴뚝마을의 푸펠 - 수 아저씨
- 슈퍼 마리오 브라더스 - 마귀
- 위시 - 사비노
- 쿵푸팬더 4 - 맨티스

#### 특촬물
- 파워레인저 매직포스 (재능TV) - 와이번 / 루시의 애인2 / 아카네의 아버지
- 파워레인저 캡틴포스 (대원방송) - 현태(메가 레드)
- 파워레인저 다이노포스 (대원방송) - 배상춘(블루 다이노)
- 가면라이더 블레이드 (대원방송) - 신메이
- 가면라이더 이그제이드 (대원방송) - 전영만

### 외화

#### 예능
- 똑!똑! 영어놀이터(ebse) - 마니

#### 영화
- 가위손(MBC) - 대출 담당 직원(앨런 퍼지) / 마을 주민(스튜어트 랭카스터)
- 개같은 내 인생(MBC) - 삼촌
- 갱스 오브 뉴욕(MBC)
- 겜블(MBC)
- 고스포드 파크(MBC)
- 구름 속의 산책(MBC)
- 굿 나잇 앤 굿 럭(MBC) - 팔머(톰 매카시) / 라둘로비치 중위(본인)
- 그들만의 리그(MBC)
- 나비효과(MBC) - 레니 (엘든 헨슨)
- 나쁜 녀석들 2(MBC) - 조셉(올레크 탁타로프)
- 내겐 너무 가벼운 그녀(MBC) - 소리시오 (제이슨 알렉산더)
- 뉴욕의 가을(MBC)
- 닉 오브 타임(MBC)
- 닥터 스트레인지 - 칼 모르도(추이텔 에지오포)
- 닥터 스트레인지: 대혼돈의 멀티버스 - 칼 모르도(추이텔 에지오포)
- 더 길티(MBC) - 경찰(개리 초크)
- 더 록(MBC) - 크리스프 (보킴 우드바인) / 대통령(스탠리 앤더슨)
- 더블 크라임(MBC) - 술집 주인(조지 툴리아토스)
- 동방불패(MBC)
- 동방삼협(MBC)
- 동방삼협2(MBC) - 총통, 진구
- 디레일드(MBC)
- 디 워 - 이든의 아빠
- 라스트 런(MBC) - 채핀(안소니 힉콕스)
- 러브 인 아프리카(SBS) - 모리스(스티브 웨스턴)
- 레지던트 이블2(SBS) - 페이튼 (아도티 라자크)
- 론머맨(MBC)
- 론머맨2(MBC) - 숀 (패트릭 라브렉퀴)
- 롤러볼(MBC)
- 리전에어(MBC) - 빅터(빈센트 피커링)
- 링(MBC)
- 링2(MBC) - 코이치 (무라마츠 카츠미)
- 마스터 앤드 커맨더: 위대한 정복자(MBC) - 선원(조지프 모건)
- 마틸다(MBC)
- 메이드 인 아메리카(MBC)
- 미이라(MBC)
- 미션 임파서블 2(MBC) - 부조종사(다니엘 로버츠)
- 미션 임파서블 3(MBC) - 데이비언의 경비원(제프 체이스) / IMF 경호담당(윌리엄 프랜시스 맥과이어)
- 바닐라 스카이(MBC) - TV 방송 진행자(마크 핀터)
- 바이센테니얼 맨(MBC)
- 백설공주(디즈니) - 졸음이(앤디 그로틀루션)
- 버드가의 섬(MBC)
- 버티칼 리미트(MBC) - 카림 (알렉산더 시디그)
- 베오울프(MBC) - 병기관
- 본 콜렉터(MBC) - 베리(존 벤자빈 하키) / 서점 직원(아서 홀든)
- 본 얼티메이텀(MBC) - 월스 (코리 존슨) 외
- 볼링 포 콜럼바인(MBC)
- 부라보 투 제로(MBC)
- 붉은 수수밭(MBC) - 일꾼(적춘화)
- 브링 잇 온(MBC)
- 블루 스틸(SBS) - 메건의 동료(크리스 워커)
- 블레이드2(MBC) - 츄파(맷 슐즈)
- 비긴 어게인(MBC) - 바텐더 (폴 로메로)
- 비상계엄(MBC)
- 비욘드 사일런스(MBC)
- 빅 히트(MBC)
- 빠삐용(MBC)
- 사랑의 기쁨(MBC)
- 사무라이 픽션(MBC) - 무로토(이와마츠 료), 하츠키
- 사선에서(MBC)
- 사운더(MBC) - 아들
- 산드라 블록의 28일 동안(MBC) - 그리핀
- 살인 박쥐의 습격(MBC)
- 상하이 나이츠(MBC)
- 셧 업(SBS)
- 소살리토(MBC) - 경찰(에디 T. 데어)
- 소친친(MBC)
- 순류역류(MBC) - 후스토
- 슈가&스파이스(SBS)
- 스노우보더(SBS)
- 스콜피온 킹(MBC)
- 스내치(SBS) - 링컨 (골디)
- 스타워즈 에피소드 1(MBC)
- 스타워즈 에피소드 4(MBC) - 제국군(레슬리 스코필드)
- 스타워즈 에피소드 5(MBC) - 비어스(줄리안 글로버)
- 스타워즈 에피소드 6(MBC) - 메이디 장군(더모트 크로울리)
- 스튜어트 리틀 (MBC) - 스케이트 보드 경기 캐스터
- 스트리트 파이터(MBC)
- 스트레이트 슈터(MBC)
- 스틸(MBC) - 프레드(마이크 패터슨)
- 스파이더맨: 파 프롬 홈 - 플래시(토니 레볼로리) / 선생님(마틴 스타) / 편집장(J.K. 시몬스)
- 스파이더맨: 노 웨이 홈 - 일렉트로(제이미 폭스) / 플래시(토니 레볼로리) / 선생님(마틴 스타) / 편집장(J.K. 시몬스)
- 스파이 키드 3D: 게임 오버(SBS) - 할아버지(리카르도 몬탈반) / 피릭스(치치 매린)
- 시빌 액션(MBC) - 러브 (제임스 갠돌피니)
- 시체들의 새벽 - 부둣가의 위장경관
- 시카고(MBC) - 법원 직원(스티브 베할)
- 식스데이 세븐나잇(MBC) - 프랭크 (데이비드 슈위머)
- 싸늘한 여름(MBC)
- 써머스비(MBC) - 트래비스 (웬델 웰먼)
- 씬 레드 라인(MBC)
- 신용문객잔(MBC)
- 아나콘다(MBC) - 밀렵꾼 (대니 트레조)
- 아담스 패밀리2(MBC)
- 아들의 방(MBC)
- 알라딘 - 술탄(나비드 네가반)
- 알렉산더(MBC) - 크라테로스(로리 매캔)
- 알리(MBC)
- 아스테릭스 2: 미션 클레오파트라(MBC) - 병사(조엘 칸토나)
- 암흑가의 두 사람 - 서장 외
- 애수(MBC)
- 애프터 썬셋(MBC) - 소피의 상관(오바 바바툰데) / 경비원(폴 베네딕트)
- 어댑테이션(MBC)
- 어바웃 어 보이 - 관리인, 카운트다운 진행자
- 어벤져스/어벤저스 2 - 에릭 셀빅(스텔란 스카르스고르드)
- 언더월드(MBC)
- 에어 콘트롤(MBC)
- 에어 포스 원(MBC) - 러시아 대통령(알란 울프)
- 엘프(MBC) - 의사(존 패브로) / 직원(카일 가스) / 스노우맨(레론 레드본)
- 에버 애프터(MBC)
- 엑스 VS 세버(MBC)
- 연인(MBC) - 기방 손님
- 영웅(MBC)
- 예카테리나 대제(MBC) - 장군(리처드 롤런즈)
- 웰컴 투 정글(MBC)
- 오리지날 씬(MBC)
- 오 O(SBS) - 로저 (엘덴 헨슨)
- 올 더 프리티 호스(MBC)
- 옹박(MBC) - 아나운서
- 와호장룡(MBC) - 옥대인(이법증) / 스님(양영우)
- 우나기 (MBC) - 의사(신스이 산조)
- 우주전쟁(SBS) - 줄리오(율 바스케스)
- 위험한 정사(MBC)
- 위트니스(MBC)
- 윈스턴 처칠의 젊은 시절(MBC)
- 윌로우(MBC)
- 유혹은 밤 그림자처럼(MBC)
- 음식남녀2(MBC)
- 의천도룡기(MBC) - 주원장
- 의혹(SBS)
- 이연걸의 소림오조(MBC)
- 이탈리안 잡(MBC) - 렌치(프랭키 G) / 차안의 남자(스콧 애드싯) / 마스코프의 부하(그레고리 스콧 커민스) /헬리콥터 조종사
- 인게이지먼트(SBS)
- 익스트림OPS(MBC)
- 인도차이나(MBC)
- 인디아나 존스: 최후의 성전 (MBC) - 보안관(마크 마일스) / 술탄(알렉세이 세일)
- 일렉션(MBC) - 제리 (조엘 파크스)
- 일본침몰(MBC) - 테라시마
- 잃어버린 세계(MBC)
- 장군의 딸(MBC)
- 정복자 펠레(MBC) - 닐의 아버지(버스터 라르센)
- 제니퍼 연쇄 살인사건(MBC) - 베너블스 (폴 베이츠)
- 제르미날(MBC) - 본모르 (장 캬르메)
- 좋은 친구들(SBS) - 투디(프랭크 시베로) / 마이클(케빈 코리건) / 조니(조니 윌리엄스) / 판사(폴 맥아이삭)
- 중안조 (MBC) - 납치범(중안초)
- 지옥의 베를린 타워(MBC) - 벡스(안타나스 수게일리스)
- 지중해(MBC)
- 진용(SBS)
- 질리안의 37번째 생일에(MBC)
- 집으로 가는 길(MBC)
- 천녀유혼2(MBC)
- 천녀유혼3(MBC)
- 철도원(MBC)
- 청사 (영화)(MBC)
- 체인 리액션(MBC)
- 촉산전(MBC)
- 캐리비안의 해적: 블랙 펄의 저주(MBC) - 머톡(자일스 뉴)
- 캐리비안의 해적: 망자의 함(MBC) - 잭의 부하(샌 쉘라)
- 캐릭터(MBC)
- 컨피던스(SBS) - 위트워스(도널 로그) / 그랜트(존 캐럴 린치)
- 코로나도(MBC) - 라모스 (존 리스데이비스)
- 코러스(MBC) - 페피노 (디디에 플라망) 외
- 코어(MBC) - 에커(톰 스콜트) / 남자 아이의 아빠(바트 엔더슨)
- 콘헤드 대소동(MBC) - 로니 (크리스 파리)
- 콘 에어(MBC) - 오델 (마이켈티 윌리엄스)
- 콘택트(SBS) - 연구원(제프리 블레이크)
- 콜드 마운틴(MBC)
- 콜리야(SBS) - 루카 친구
- 킬 빌(SBS) - 간호사의 친구(조나단 로우란)
- 타이쿠스(MBC)
- 타인의 삶(MBC) - 우도(찰리 휘브너)
- 터미네이터2(MBC) - 엔리 (카스투로 구에라)
- 토네이도(MBC) - 랄프
- 토르: 러브 앤 썬더 - 에릭 셀빅(스텔란 스카스가드) / 야칸(스테판 커리)
- 투모로우(MBC)
- 트로이(SBS)- 프리아모스의 신하(나이절 테리) / 그리스 병사
- 트루 라이즈(MBC)
- 파워 오브 원(MBC) - 권투 파트너(안소니 덴햄)
- 파이터 블루(MBC)
- 파이트 클럽(MBC)
- 판타스틱 소녀 백서(MBC)
- 패밀리 맨(MBC) - 점원(켄 렁)
- 패스트 & 퓨리스(MBC)
- 패트리어트(MBC)
- 페이스 오프(MBC) - 월시 박사(콜름 피오)
- 포레스트 검프(MBC)
- 폴리스 스토리(MBC) - 고요한(조사리)
- 폴리스 스토리 2(MBC) - 주도(초원) / 폭파범(임국빈)
- 폴리스 스토리 3(MBC)
- 풍운(MBC) - 보경천 (우영광), 여가
- 프랭키와 쟈니(MBC)
- 프로젝트 B(MBC) - 경관(오정엽)
- 피너츠 송(SBS)
- 피아노(MBC)
- 피아니스트(MBC) - 유대인 할아버지(존 베넷) / 안텍(앤드류 티어넌)+
- 하늘과 땅 (MBC) - 형사(로버트 마셜)
- 하트 브레이커스(MBC)
- 헨리 이야기(MBC)
- 화소도(MBC)
- 황비홍(MBC)
- 황비홍2(MBC)
- 휴먼 스테인(SBS) - 클래런스(해리 레닉스)
- 히 갓 게임(SBS)
- 히달고(MBC) - 유세프 (하쉬 내이야르)
- 히 러브스 미(MBC)
- 4월 이야기(MBC) - 학생(야자와 하루키)
- AD 2000(MBC)
- DOA(MBC) - 티나의 아버지 (케빈 내쉬)
- S.W.A.T. 특수기동대(MBC) - 브라이언(제러미 레너)
- 51번째 주(MBC)

#### 드라마
- 로마(SBS) - 스키피오(폴 제슨)
- 밴드 오브 브라더스(MBC) - 조지 러즈 (릭 고메즈)
- 크리스마스 살인(EBS) - 엘루아
- CSI 뉴욕(MBC)
- CSI 마이애미(MBC)
- CSI 과학수사대 (MBC) - 필립스 (데이비드 버먼)
- 24 (MBC) - 빈센트
- 히어로즈(SBS) - 잭(토마스 데커)

### 게임
- 봉신연의2 - 황비호
- 용기전승3 - 딘 글라슈
- 진 삼국무쌍 4 - 강유, 하후돈
- 스타크래프트: 리마스터 - 해병(Marine)
- 스타크래프트 II - 해병(Marine),  집행관(Executor), 고위 기사(High Templar),감염된 테란(Infested Terran)
- 헤일로 리치 - 병사3
- 아머드 코어 넥서스 - MT 파일럿,안내방송
- 디아블로3 - 대장장이
- 회색도시 - 김주황, 고상만
- 도타2 - 스벤, 자키로
- 쿠키런: 킹덤 - 랍스터맛 쿠키

### 다큐
- <어둠의 스토커 - 표범편> (NGC)
- <어둠의 스토커 - 악어편> (NGC)
- <디에고의 밀착취재 - 북한을 가다편> (NGC)
- <스캠시티> (NGC)
- <맨손낚시챔피언쉽> (1화 ~ 5화) (NGC)
- <코스모스> (NGC)
- <네버다이> (NGC)
- <천혜의 자연의 땅, 캐나다> (NGC)
- <노르망디 상륙작전> (NGC)
- <2015 쥬라기 스페셜> (NGC)
- <개미의 도시> (NGC)
- <대결 사자 VS 하마> (NGC)
- <몬스터 헌터> (NGC)
- <생명의 땅 루앙과 강의 사자와 하마> (NGC)
- <순간포착! 위험한 동물들> (NGC)
- <스피노사우르스 vs 티라노사우르스> (NGC)
- <인사이드: 51구역의 비밀> (NGC)
- 2012.02.29 EBS 다큐 10+ - 로봇 전쟁의 시대가 온다
- 2012.03.14 EBS 다큐 10+ - 공포의 대지진 제 3부 고층건물을 위협하는 장주기 지진동
- 2012.03.15 EBS 다큐 10+ - 공포의 대지진 제 4부 쓰나미가 대도시를 덮칠 때
- 2012.03.16 EBS 다큐 10+ - 후쿠시마 제1원전, 9일간의 기록
- 2012.03.28 EBS 다큐 10+ - 위기의 바다, 해양생태계를 구하라! (해설)
- 2012.04.05 EBS 다큐 10+ - 퍼스트레이디의 정치학 - 백악관의 숨은 권력자, 미셸 오바마
- 2012.05.10 EBS 다큐 10+ - 자동차 혁명 제 1부 전기자동차
- 2012.07.26 EBS 다큐 10+ - 스포츠와 인간
- 2012.09.06 EBS 다큐 10+ - 세계무역센터를 다시 짓다
- 2012.09.18 EBS 다큐 10+ - 소행성 충돌, 그 후 24시간
- 2012.10.09 EBS 다큐 10+ - 아동성범죄와의 전쟁
- 2012.10.25 EBS 다큐 10+ - 세계의 산 제 6부 아우얀테무이
- 2012.10.31 EBS 다큐 10+ - 퍼스트레이디의 정치학
- 2012.11.08 EBS 다큐 10+ - 세계의 산 제 8부 킬리만자로
- 2012.11.22 EBS 다큐 10+ - 대학 주식회사 - 미국 영리 대학의 빛과 그림자
- 2012.12.19 EBS 다큐 10+ - 세상을 바꾼 사자 이야기
- 2012.12.27 EBS 다큐 10+ - 불가능을 짓다 - 21세기 피사의 사탑
- 2013.02.20 EBS 다큐 10+ - 피렌체, 르네상스의 비밀
- 2013.03.20 EBS 다큐 10+ - 특명! 댐 해체 작업
- 2013.03.27 EBS 다큐 10+ - 위기의 바다, 해양생태계를 구하라!
- 2013.07.24 EBS 다큐 10+ - 로봇 전쟁의 시대가 온다
- 2014.05.08 EBS 세계의 산 - 아우얀테푸이

### 방송
- OBS 언더커버보스 넥스트 (OBS)
- 2009.04.06~2013.03.25 붕어낚시 월척특급 (한국낚시채널)
- SBS 스페셜 (SBS)
- 못말리는 폭소비디오 (SBS)
- [[천황의 나라 일본 (MBC)
- 고향은 지금 (MBC)

### 라디오 드라마
- 2011.02.07~2011.03.11 TBS 창립 20주년 특별기획 다큐 드라마 '서울 600년을 걷다' - 홍계훈 役

### 오디오 드라마
- 강감찬 (Audien)
- 김시습 (Audien)
- 대한민국 (Audien) - 조동호 役
- 마음 사냥꾼 (Audien)
- 불 그리고 방패 (Audien) - 다니엘 役
- 성삼문 (Audien)
- 소설 체 게바라 (Audien)
- 아마테라스 오미카미 (Audien)
- 왼팔 (Audien) - 오형준 役
- 우리들의 행복한 시간 (Audien)
- 자유를 향한 비상구 (Audien) - 유철웅 役
- 찰리 챈 - 커튼 뒤의 비밀 (Audien) - 프레더릭 役
- 첫사랑 (Audien)
- 보편적인 로맨스 (夜海) - 권인기 役

### 기타
- 어린이 교육교재 다수 녹음
- 무한도전 출연

## 같이 보기
- 문화방송 성우극회